# Дубовий Овраг
Дубовий Овраг (рос. Дубовый Овраг) — село у Світлоярському районі Волгоградської області Російської Федерації.
Населення становить 2017  осіб. Входить до складу муніципального утворення Дубовоовражне сільське поселення.

## Історія
Село розташоване у межах українського історичного та культурного регіону Жовтий Клин.
Згідно із законом від 14 травня 2005 року № 1059-ОД органом місцевого самоврядування є Дубовоовражне сільське поселення.

## Населення
| 2010 | 2012  | 2013  | 2014  | 2015  | 2016  | 2017  |
| ---- | ----- | ----- | ----- | ----- | ----- | ----- |
| 2091 | ↘2051 | ↘2049 | ↘2019 | ↘2012 | →2012 | ↗2017 |